# Liparoscella modesta
Liparoscella modesta är en insektsart som först beskrevs av Brunner von Wattenwyl 1895.  Liparoscella modesta ingår i släktet Liparoscella och familjen vårtbitare. Inga underarter finns listade i Catalogue of Life.